# موسی الحوله
موسی الحوله (به عربی: موسی الحولة) یک روستا در سوریه است که در ناحیه حربنفسه واقع شده‌است. موسی الحوله ۱٬۷۸۱ نفر جمعیت دارد.